# Corredor del Henares
El corredor del Henares es un eje residencial, industrial y empresarial desarrollado en la vega del río Henares en torno a la autovía del Nordeste y al ferrocarril Madrid-Barcelona entre las ciudades españolas de Madrid y Guadalajara.
Engloba ciudades altamente industrializadas como Coslada, San Fernando de Henares, Torrejón de Ardoz, Alcalá de Henares, Azuqueca de Henares y Guadalajara, que conforman una aglomeración urbana de más de 600 000 habitantes, y por un continuo urbano industrial con polígonos industriales y empresariales que se desarrollan en torno a los principales ejes de comunicación.

## Contexto geográfico
Se trata de una zona de importancia económica por su ubicación estratégica en el este del área metropolitana de Madrid. Se extiende a lo largo del valle del Henares desde el madrileño barrio de Rejas hasta aproximadamente la ciudad de Guadalajara englobando grandes municipios altamente industrializados. Su área de influencia se extiende por otros municipios situados al norte y al sur del valle que han se desarrollado urbanística e industrialmente, sobre todo en los años 1990 y 2000, como Ajalvir, Daganzo de Arriba, Camarma de Esteruelas, Villalbilla, Villanueva de la Torre, Yunquera de Henares o Torija.

### Municipios
Los municipios que conforman el Henares se encuentran distribuidos entre las comunidades autónomas de Madrid y Castilla-La Mancha. Por orden alfabético:
- Ajalvir (Madrid)
- Alcalá de Henares (Madrid, eje principal)
- Alovera (Guadalajara, eje principal)
- Anchuelo (Madrid)
- Azuqueca de Henares (Guadalajara, eje principal)
- Cabanillas del Campo (Guadalajara, eje principal)
- Camarma de Esteruelas (Madrid)
- Chiloeches (Guadalajara, eje principal)
- Cobeña (Madrid)
- Corpa (Madrid)
- Coslada (Madrid)
- Daganzo de Arriba (Madrid)
- Guadalajara (Guadalajara, eje principal)
- Loeches (Madrid)
- Los Berrocales del Jarama (Madrid)
- Los Hueros (Madrid)
- Los Santos de la Humosa (Madrid)
- Marchamalo (Guadalajara, eje principal)
- Meco (Madrid, eje principal)
- Mejorada del Campo (Madrid)
- Nuevo Baztán (Madrid)
- Paracuellos de Jarama (Madrid)
- Pozo de Guadalajara (Guadalajara)
- Quer (Guadalajara)
- San Fernando de Henares (Madrid, eje principal)
- Santorcaz (Madrid)
- Torrejón de Ardoz (Madrid, eje principal)
- Torres de la Alameda (Madrid)
- Valverde de Alcalá (Madrid)
- Velilla de San Antonio (Madrid)
- Villalbilla (Madrid)
- Villanueva de la Torre (Guadalajara)

## Infraestructuras y comunicaciones
La autovía del Nordeste y el ferrocarril Madrid-Barcelona conforman los ejes principales de comunicación del Corredor del Henares que soportan el mayor peso del tráfico de transporte humano y de mercancías, a los que se les ha unido la autopista radial R-2 y un amplio entramado de carreteras secundarias que unen las localidades próximas y con otras dentro del área de influencia del Corredor. Además, su desarrollo está influenciado por la cercanía del aeropuerto de Madrid-Barajas, en el extremo más occidental del Corredor del Henares, como un importante centro de conexión con otras regiones económicas del mundo.
La ubicación y las infraestructuras ya existentes en la zona, como la estación de Vicálvaro-Clasificación, han propiciado la construcción de nuevas infraestructuras acordes con el desarrollo socioeconómico del Corredor del Henares, entre las que destacan los puertos secos de Coslada y Azuqueca de Henares o el parque tecnológico de Alcalá de Henares.
Los ejes de comunicación sirven de sustento para el transporte público del Consorcio Regional de Transportes de Madrid (CRTM) que unen las localidades del Corredor del Henares entre sí y con Madrid.
- Por un lado, el ferrocarril conforma un eje fundamental en las comunicaciones del Corredor del Henares con las líneas C-2, C-7 y C-8/C-8a de Cercanías Madrid que unen las principales localidades del Corredor con Madrid desde Guadalajara y Alcalá de Henares. Dispone de estaciones en Guadalajara, Azuqueca de Henares, Meco, Alcalá de Henares (tres estaciones), Torrejón de Ardoz (dos estaciones) y Coslada (dos estaciones).
- A su vez, existe una extensa red de autobuses interurbanos que unen las localidades del Corredor del Henares entre sí y con el Intercambiador de Avenida de América de Madrid. También, las principales poblaciones se convierten en centros neurálgicos de comunicación de donde parten autobuses a otras menores dentro de su área de influencia.[1]
  - De Alcalá de Henares parten las líneas 223, 227 y 229 que unen distintas partes de la ciudad con el Intercambiador de Avenida de América en Madrid y la línea 824 que sirve de conexión entre Alcalá de Henares con Torrejón de Ardoz, así como con el Aeropuerto Adolfo Suarez Madrid - Barajas. Además sirve como origen de múltiples líneas que unen la ciudad con municipios cercanos. Entre ellas encontramos las líneas 231, 232, 250, 251, 252, 254, 255, 260, 271, 272, 275, 320 y la concesión administrativa estatal VAC-243
  - De Torrejón de Ardoz parten las líneas 224, 224A y 226 que unen distintas partes del municipio con el Intercambiador Avenida de América en Madrid. También sirve de origen de otras líneas que unen Torrejón con municipios cercanos como son las líneas 215, 220, 251, 252 y 340 y transcurren otras con destino madrid como las líneas 261 y 824.
  - En Guadalajara existe la línea VAC-243 de largo recorrido que la une con Madrid y Alcalá de Henares con un acuerdo con la Comunidad de Madrid que permite que se utilicen títulos propios del CRTM. También existe el Plan Astra, financiado por la JCCM, con líneas de autobuses entre Guadalajara y poblaciones cercanas de la provincia de Guadalajara como Alovera, Azuqueca de Henares, Cabanillas del Campo, El Casar, Humanes, Quer, Yunquera de Henares o Villanueva de la Torre.[2]

- También existe la línea 7 del Metro de Madrid presta servicio en Coslada y San Fernando de Henares, que las unen con Madrid, pero que actualmente se encuentra parcialmente cerrada por obras en la infraestructura entre las estaciones de Barrio del Puerto y Hospital del Henares.[3]

## Economía
La economía de esta región tradicionalmente ha estado sustentada en sus tierras fértiles y como eje de comunicación al menos desde el eje la unión entre Toletum (actual Toledo), Complutum (actual Alcalá de Henares) y Caesaraugusta (actual Zaragoza). En el siglo XX esta zona creció rápidamente en parte por la construcción de la Base Aérea de Torrejón de Ardoz por los Estados Unidos de América en los años cincuenta, y su posterior mantenimiento. Esto contribuyó a que hubiese un éxodo rural de los pueblos colindantes a Torrejón de Ardoz y Alcalá de Henares.
Actualmente la economía de esta zona es variada, desde alta tecnología, logística, industrial y agraria. La economía está influenciada por la presencia del Aeropuerto de Barajas, y como punto de salida y entrada madrileño de las regiones metropolitanas de Madrid-Barcelona.
Atraídos por su fuerte economía, esta área ha tenido un importante inmigración, aparte de África y América Latina, en particular de Europa del Este. Influyendo la situación geográfica en la que se encuentra el Corredor con respecto a Madrid.
El comercio en el Corredor del Henares ha evolucionado hacia las grandes superficies con la apertura de los centros comerciales Parque Corredor y Oasiz, ubicados en Torrejón de Ardoz, o el centro comercial La Dehesa, El Corte Inglés (con Hipercor y Bricor) y el Centro Comercial Alcalá Magna en Alcalá de Henares, y el parque comercial Camino Real y el Carrefour de San Fernando de Henares.[cita requerida]

## Demografía
El paisaje humano e industrial ha configurado un continuo urbano desde Madrid hasta la ciudad de Guadalajara en el que sobresalen, por número de habitantes los municipios de Alcalá de Henares (200.702), Torrejón de Ardoz (140.626), Guadalajara (90.909), Coslada (80.760), San Fernando de Henares (38.980) , Azuqueca de Henares (35.890), Paracuellos del Jarama (27.238), Mejorada del Campo (24.659), Villalbilla (18.000) y Meco (15.732).

## Discrepancias
«Corredor del Henares» fue un término acuñado por la COPLACO (Comisión de Planeamiento y Coordinación del Área Metropolitana de Madrid) en los años sesenta. No son pocos los ciudadanos e instituciones que prefieren evitar esta denominación, creada en unos despachos de Madrid del MOPU. Además, son varios los municipios que en su día se opusieron a la creación del corredor del Henares que planteaba la Coplaco. Al tratarse de una denominación centralista y alóctona, prefieren utilizar la denominación hidrográfica valle del Henares.